# ريكاردو فورموسينيو
ريكاردو مانويل نونيس فورموسينيو(من مواليد 9 سبتمبر 1956) هو لاعب كرة قدم برتغالي متقاعد لعب كلاعب خط وسط ، حاليا هو مدرب كرة قدم.

## مسيرته كالاعب
ولد فورموسينيو في شطوبر ، وقضى معظم حياته المهنية مع فيتوريا سيتوبال، حيث ظهر لأول مرة خلال 1974–75 وأنهى الموسم بمباراتين فقط في الدوري. في السنوات التالية أصبح لاعبا منتظما في نادي سادو ريفر، وسجل أفضل ستة أهداف في مسيرته في 26 مباراة في 1976-77 حيث احتل المركز السادس.
بعد ثلاث سنوات في دوري الدرجة الأولى، اثنان مع نادي فارزيم وواحد مع نادي أمورا، عاد فورموسينيو إلى فيتوريا لخمس مواسم أخرى، قضى آخرها في ليغا برو. في غير موسمها عام 1987, عاد اللاعب البالغ من العمر 31 عاما إلى المستوى الأخير وانضم إلى نادي فارنزي ، وظهر في 27 مباراة في السنة الأولى (هدف واحد) و هبط إلى الدرجة الثانية.
اعتزل فورموسينيو كرة القدم في يونيو 1991 بعد موسم واحد مع فريق آخر الغرب ، نادي أولهانينسي ، في  القسم الثالث. ظهر في 286 مباراة في دوري الدرجة الأولى على مدار 14 موسما ، وسجل 20 مرة.

## مهنة التدريب
بدأ فورموسينيو العمل كمدير مع فريقه الأخير ، حيث عمل كمدرب في موسم 1990-91 وقادهم إلى الصعود إلى الدرجة الثانية. خلال الفترة المتبقية من العقد ، درب في الدرجتين الثانية والثالثة,وقام بتحقيق الصعود مرة أخرى إلى المنافسة السابقة في عام 1999 مع نادي إيمورتال ديسبورتيفو.
واصل فورموسينيو العمل في نفس البطولات في أواخر القرن العشرين ، وكان أكبر إنجاز له هو قيادة نادي بينافيل إلى المركز الخامس في القسم الثاني 2000–01. في 2003–04 كان أيضا جزءا من الجهاز الفني مع جوزيه مورينيو في نادي بورتو، مع انتهاء الموسم في البطولة المحلية و دوري أبطال أوروبا 2003–04.
في موسم 2004–05، كان فورموسينيو مسؤولا عن نادي سانتا كلارا في الدرجة الثانية، حيث تم تعيينه في الجولات السبع الأخيرة وساعد النادي المتعثرة ماليا الأزور أخيرا على تجنب الهبوط، وفاز بثلاث مباريات, وتعادل واحدة و ثلاث خسائر . في الموسم التالي ، عاد إلى فريقه الرئيسي فيتوريا وعمل كمدير فني ومدرب فريق احتياطي.
في أواخر العقد ، قام فورموسينيو أيضا بتجاربه في السعودية وفيتنام؛ كما عمل مع مورينيو في ريال مدريد في قسم  الكشافة. في يوليو 2013 ، تم إقالته من منصب مدير النادي من أنغولا نادي كايالا.
تم تعيين فورموسينيو مدربا للنادي الماليزي كوالالمبور لكرة القدم ل 2015, إعفاؤه من مهامه بعد أقل من ثلاثة أشهر في منصبه بسبب النتائج السيئة. في صيف عام 2016 ، عمل مرة أخرى مع مورينيو ، حيث عمل كمساعد له في مانشستر يونايتد؛ في نوفمبر 2019 ، انضموا مرة أخرى إلى زميلهم في فريق في الدوري الإنجليزي الممتاز توتنهام هوتسبير, مع فورموسينيو، غادر 6 أغسطس 2020.
في مارس 2021 ، أصبح فورموسينيو مديرا ل الهلال في الدوري السوداني الممتاز.

## روابط خارجية
- ريكاردو فورموسينيو، إحصائيات المدرب على ForaDeJogo
- ريكاردو فورموسينيو، الملف  على موقع Soccerway

ريكاردو فورموسينيو على موقع قاعدة بيانات كرة القدم.إي يو (الإنجليزية)
- ريكاردو فورموسينيو على موقع عالم كرة القدم.نت (الإنجليزية)